# Zum Guten Hirten (Berlin-Friedrichsfelde)

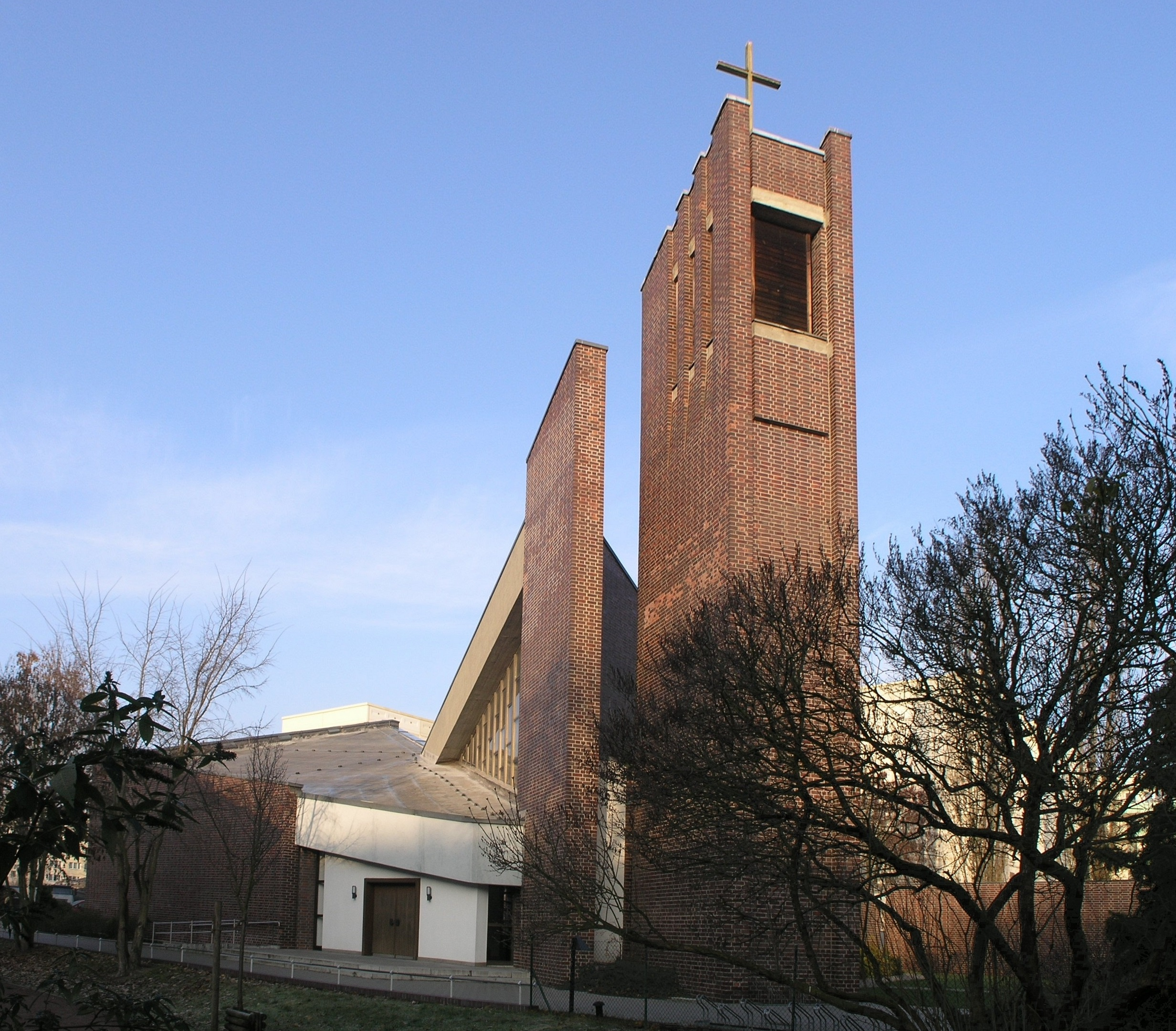
Außenansicht der Kirche mit Glockenturm

Die Kirche Zum Guten Hirten ist eine römisch-katholische Pfarrkirche im Berliner Ortsteil Friedrichsfelde des Bezirks Lichtenberg, die 1906 als kleines Gotteshaus errichtet und 1985 als Neubau an gleicher Stelle geweiht wurde. Sie befindet sich in unmittelbarer Nähe des U-Bahnhofs Friedrichsfelde, in der Kurzen Straße. Begrenzt wird das Kirchenareal von der Massower Straße, Straße Am Tierpark und Alfred-Kowalke-Straße, die alle zu einer Neubausiedlung gehören.

## Geschichte

### 1900–1945
Gegen Ende des 19. Jahrhunderts war ein starkes Anwachsen der katholischen Bevölkerung in Friedrichsfelde zu verzeichnen, für die ein geregelter Gottesdienst erforderlich wurde. Das Dorf gehörte zur Pfarrei St. Mauritius Friedrichsberg-Berlin, weshalb deren Kuratus, Nikolaus Kuborn, sich um Räumlichkeiten für Gottesdienste in Wohnnähe kümmerte: Den Friedrichsfeldern stand ab 1905 die Aula der Knabenschule (Rummelsburger Straße, am späteren U-Bahnhof Friedrichsfelde) zur Verfügung. 1902 hatte die Pfarrei St. Mauritius bereits zwei Grundstücke für spätere Kirchenbauten zum Preis von 21.000 Mark (kaufkraftbereinigt in heutiger Währung: rund 172.000 Euro) erworben, eines davon in Friedrichsfelde, Kurze Straße. Das andere Grundstück, auf dem später die Kirche St. Marien in Karlshorst erbaut wurde, lag in der Colonie Karlshorst.

Historische Ansichtskarte mit Kirche und Pfarrhaus, um 1907

Als 1906 die Kuratie Friedrichsfelde-Karlshorst errichtet worden war, ließ der neu berufene Kaplan Bernhard Lichtenberg Spenden sammeln und mit dem Erlös das auf dem gekauften Grundstück gelegene Wohnhaus als Pfarrhaus und die frühere Scheune zu einer kleinen einschiffigen Backsteinkirche umbauen, die am 9. Dezember 1906 eingeweiht wurde. Eine Orgel (Hersteller nicht bekannt) wurde eingebaut und 1907 wurden bronzene Glocken im kleinen Turm über dem Staffelgiebel aufgehängt, hergestellt von der Gießerei Apolda.

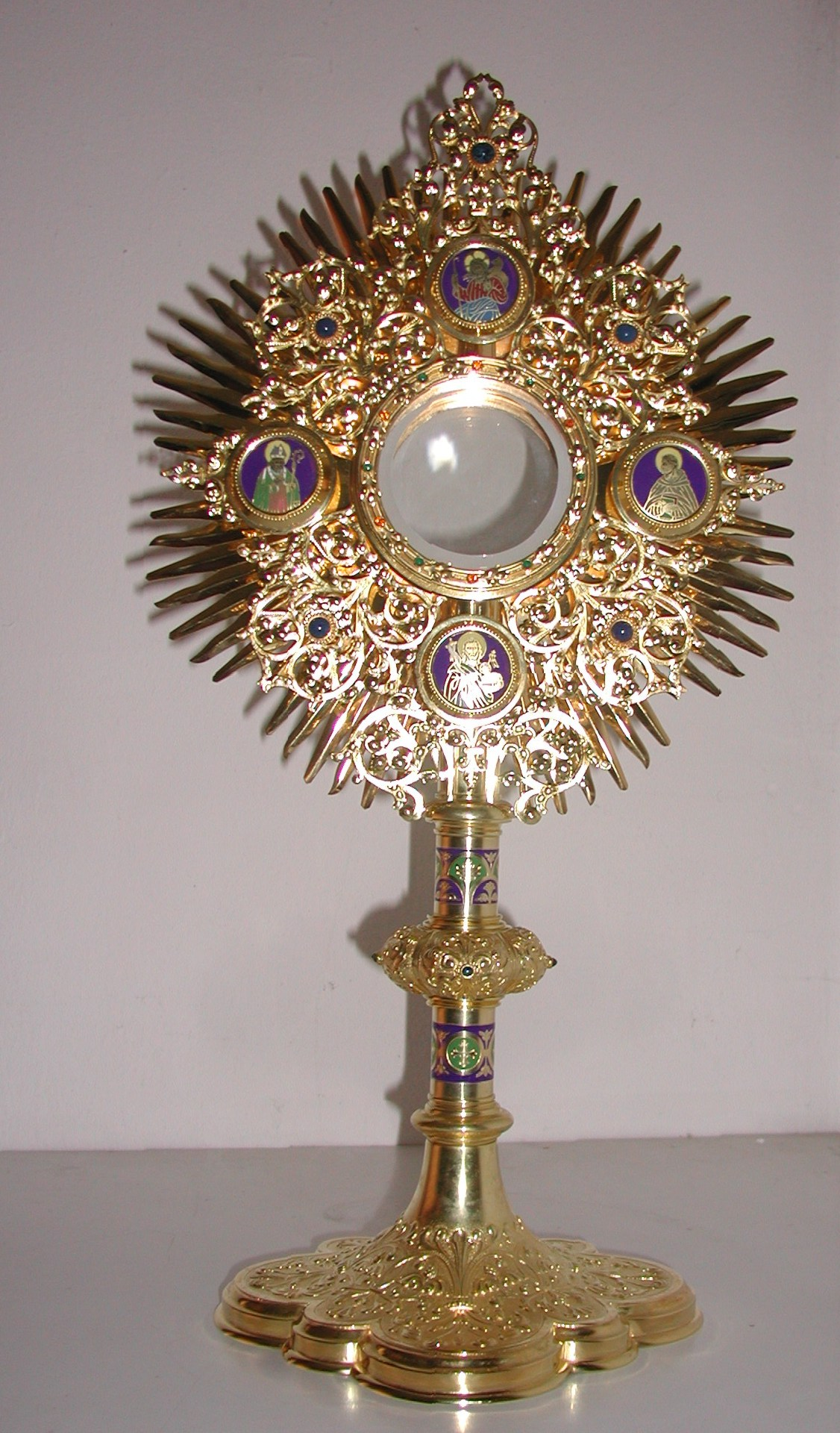
Monstranz aus dem Jahr 1920

Durch den Ersten Weltkrieg und seine Folgen gab es keine weiteren Fortschritte in der Friedrichsfelder Kirche, im Gegenteil, viele Gemeindemitglieder waren umgekommen und Kriminalität breitete sich aus: 1920 wurden die Monstranz und der Kelch gestohlen. Durch Spenden von Kirchenmitgliedern konnten ein neuer Kelch und eine neue Monstranz bei der Silberwarenfabrik Schlossarek in Breslau in Auftrag gegeben werden, die noch heute (in dem Nachfolgebau) in Benutzung sind.
Wegen weiter stark wachsender Einwohnerzahlen des Ortsteils Friedrichsfelde kaufte der Kirchenvorstand 1929 ein Grundstück für ein größeres Gotteshaus hinzu. 1930 begann ein neu gegründeter Pfarrverein, der auch Religionsunterricht erteilte und gesellige Veranstaltungen in der Gemeinde organisierte, vor allem Gelder für den Kirchenneubau zu sammeln.
Ab 1933 geriet auch die Kuratie Zum Guten Hirten unter den Druck der politischen Verhältnisse. Es gab verwaltungstechnische Änderungen wie das Ausscheiden der Ortschaften Falkenberg, Blumberg sowie Biesdorf-Nord und Kaulsdorf-Nord aus dem Pfarrbereich Friedrichsfelde (1937, 1938 und 1939), aber durch das nationalsozialistische Regime vor allem Behinderungen bei Veranstaltungen im Kirchengebäude, beim Religionsunterricht und bei der Amtsausübung der Pfarrer.
Im Jahr 1939 konnte in der Kirche eine für rund 7700 Mark neugebaute Orgel von Paul Berschdorf aus dem schlesischen Ort Neiße installiert werden. Am 13. April 1942 wurden die Glocken der kleinen Kirche zur Herstellung von Kriegsgerät eingezogen. Mehrere alliierte Luftangriffe auf Berlin zerstörten sowohl das Pfarrhaus als auch die Kirche, aus den Trümmern konnten Monstranz und Kelch gerettet werden; über den Verbleib der Orgel ist nichts bekannt.

### Neubeginn (1945–1982)
Nach dem Zweiten Weltkrieg bestand die katholische Gemeinde fort. Die Menschen kamen wieder zahlreich zu den Gottesdiensten, die Kirche musste also wiederaufgebaut werden, was mit dem Einsatz vieler Christen bis zum Juli 1948 gelang.
Obwohl bereits ein größeres Areal für einen Kirchenneubau vorhanden war, genehmigte der Ost-Berliner Magistrat 1954 lediglich den Bau einer Baracke, in der Gemeinde-Zusammenkünfte und Religionsunterricht stattfinden durften. Dieser einfache Bau erhielt den Ehrennamen Bernhard-Lichtenberg-Haus. Trotz abnehmender Akzeptanz des christlichen Glaubens gelang es, 1964 das Innere des Gottesdienstraumes nach Entwürfen des Dresdner Architekten Egon Körner zu modernisieren. Ein neuer Altar aus Sandstein wurde am 1. Dezember 1966 geweiht.
Durch den Neubau großer Wohnhäuser im Umfeld der Kirche gab es ab ca. 1965 zahlreiche neue Bewohner, darunter auch wieder Katholiken. So reichte das Gemeindehaus nun nicht mehr aus und 1970 wurde an das Bernhard-Lichtenberg-Haus zunächst ein größerer Raum für Gottesdienste angebaut, für den 1981 eine kleine Orgel erworben werden konnte.

### Neubau 1983–1985

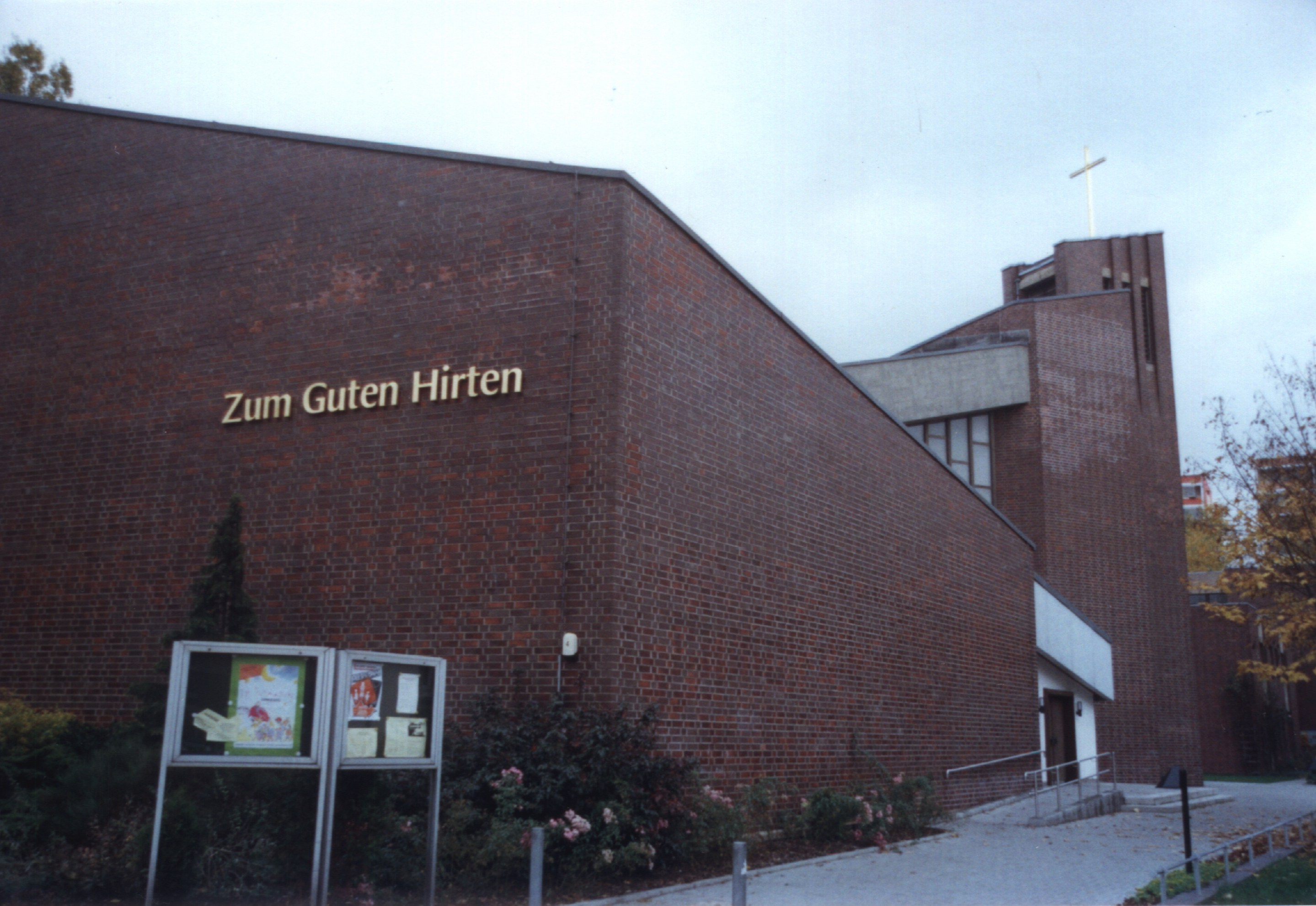
Außenansicht

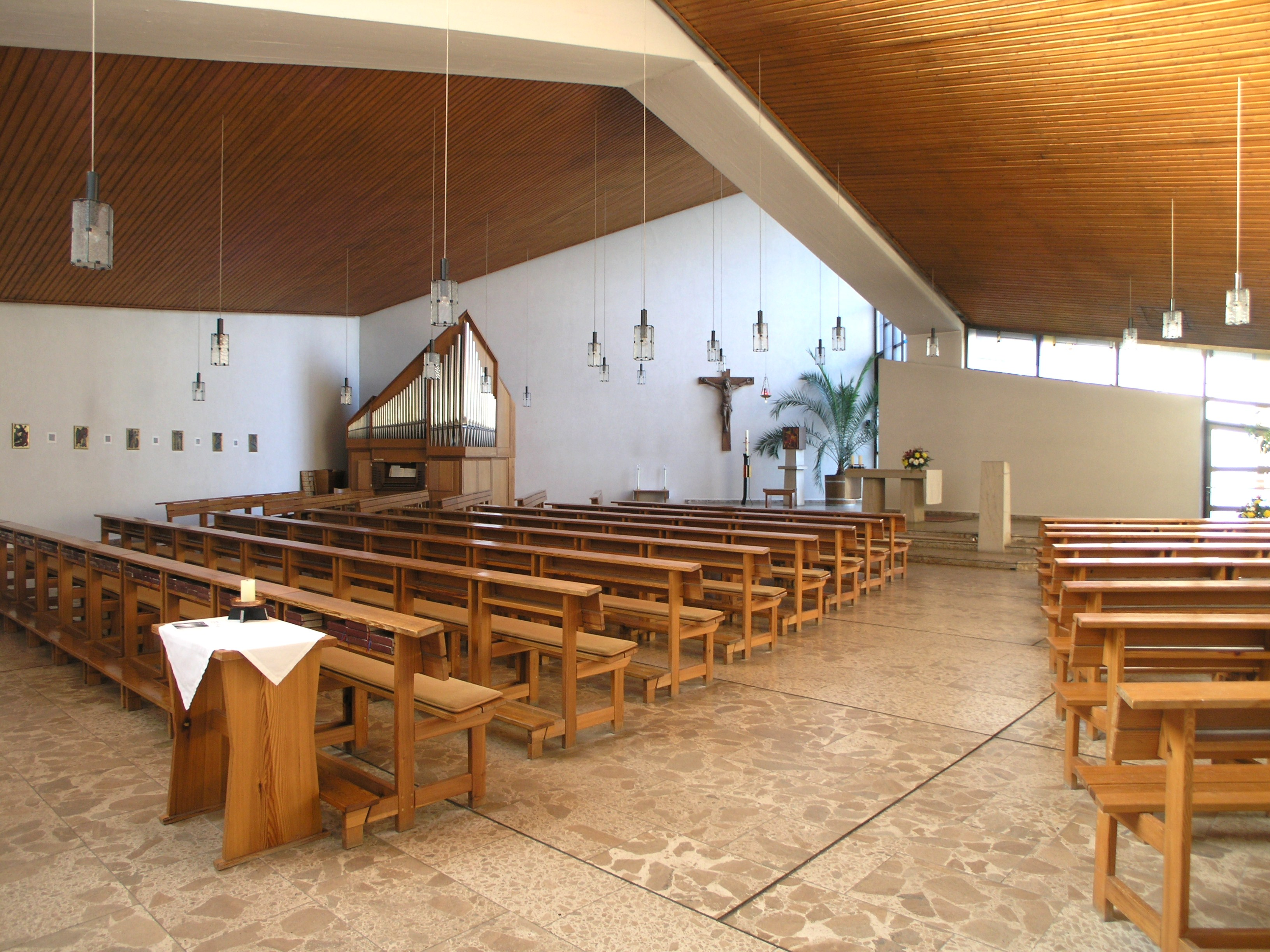
Gesamtansicht des Kirchenraumes

Das bischöfliche Ordinariat, in dessen Kirchensäckel einiges Geld vorhanden war (vor allem sogenannte „harte Währung“), konnte nach langwierigen Verhandlungen mit staatlichen Stellen der DDR 1978 einen Kirchenneubau für die Gemeinde Zum Guten Hirten in Auftrag geben. Die Architekten Rainer Rietsch, Walter Krüger und Bernd Stich aus der Deutschen Bauakademie entwarfen ein modernes Gebäude, das aus einfachen geometrischen Formen wie Dreiecken, Trapezen usw. besteht, die sich gegenseitig vielfältig durchdringen. Am 21. Juni 1983 erfolgte im Beisein des Berliner Generalvikars Roland Steinke die Grundsteinlegung, am 28. April 1985 wurde das neue Gotteshaus feierlich eingeweiht. Die Gesamtbaukosten beliefen sich auf 1,3 Millionen DDR-Mark.
Der Baukörper besteht aus Beton mit einer verklinkerten Fassade in unterschiedlicher Höhe. Er ruht auf einem unregelmäßigen Grundriss, bei dem sich zwei Trapeze an den Grundlinien zusammenlegen, aber gegeneinander verschoben sind. Große helle Fenster im Kirchenraum spiegeln die Umsetzung vatikanischer Empfehlungen wider, dass sich ein Gotteshaus nach außen öffnen möge. Die Form des Hauses weicht von bisherigen Vorstellungen von Kirchbauten ab, sie symbolisiert eher ein großes Zelt, das „Zelt Gottes über der Welt“.
Der Turm ist rund 25 m hoch und steht an der straßenabgewandten Seite neben dem Haupteingang der Kirche.
Noch vor dem Bau des Gotteshauses erhielt die Pfarrei ein im gleichen klaren Stil von dem gleichen Architektenteam entworfenes Pfarrhaus, das alte wurde 1983 abgerissen.

### Seit 1990
Trotz der politischen Umbrüche in der DDR konnten noch am 24. Dezember 1990 drei neue Glocken mit einem Gottesdienst eingeweiht werden. Sie wurden von der vormaligen Glockengießerei in Apolda für 11.000 Mark auf Basis der alten Unterlagen nachgegossen und mit Inschriften versehen: „Ich bin der gute Hirt“; „Wachet und betet, Maria Helferin im Gebet“ und „Bis zum letzten Atemzug – Dompropst Lichtenberg“.
Im Jahr 1991 erhielt der Kirchenbau ein vergoldetes Turmkreuz, das Kubich in Großräschen hergestellt hatte. Umfassende Renovierungsarbeiten und Modernisierungsarbeiten wurden in den Jahren 1993–1997 in der Kirche und im Pfarrhaus durchgeführt.
Mit Unterstützung der Deutschen Bundesstiftung Umwelt wurde im Rahmen des Förderprogramms 300 Kirchendächer für die Solarenergie eine Photovoltaikanlage auf dem Dach des Pfarrhauses in Friedrichsfelde ermöglicht. 2001 erfolgte die Planung, bald darauf die Montage und am 26. November 2002 ging die Anlage in Betrieb.

## Innenausstattung

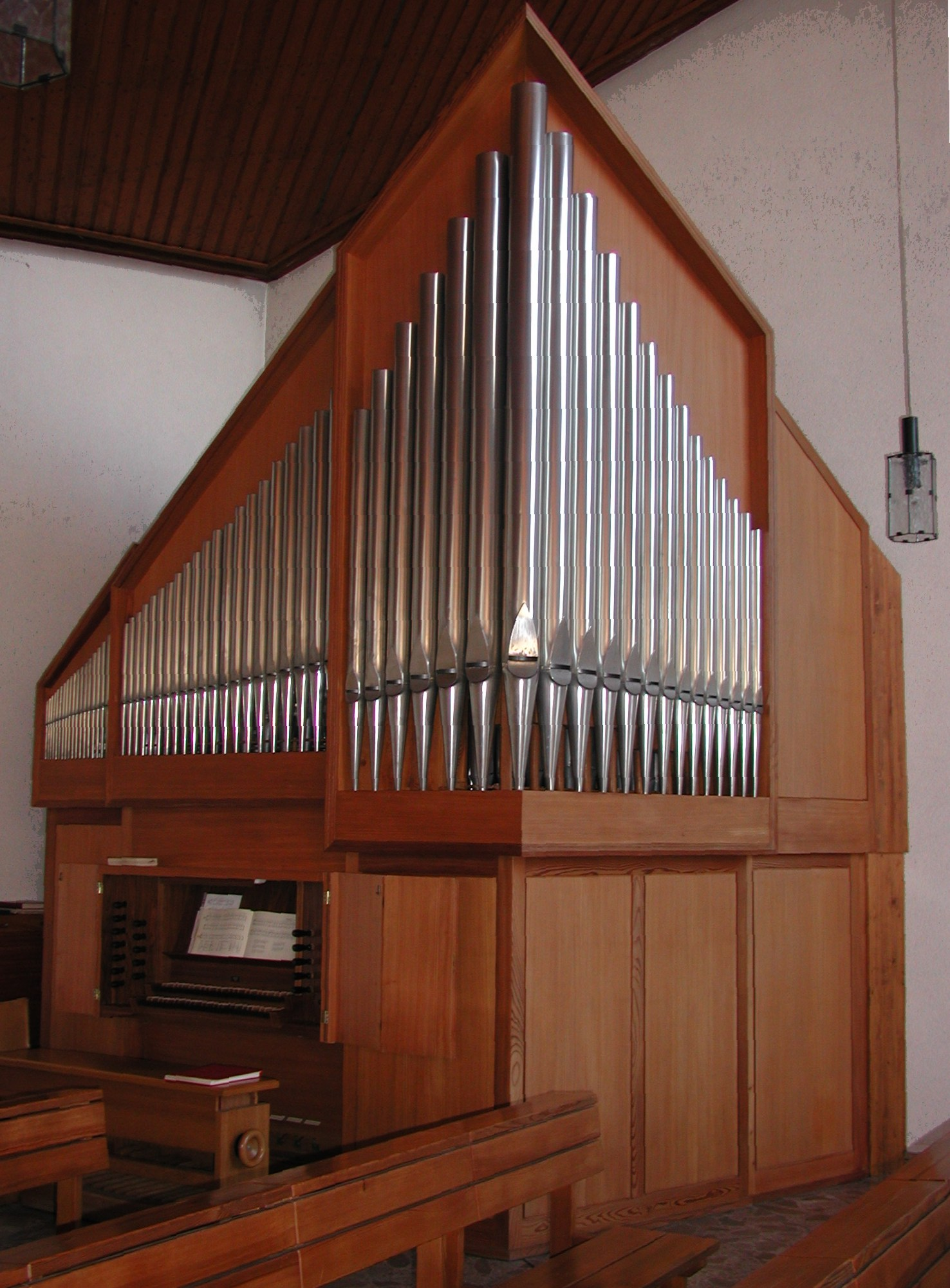
Orgel der Firma Paul Ott

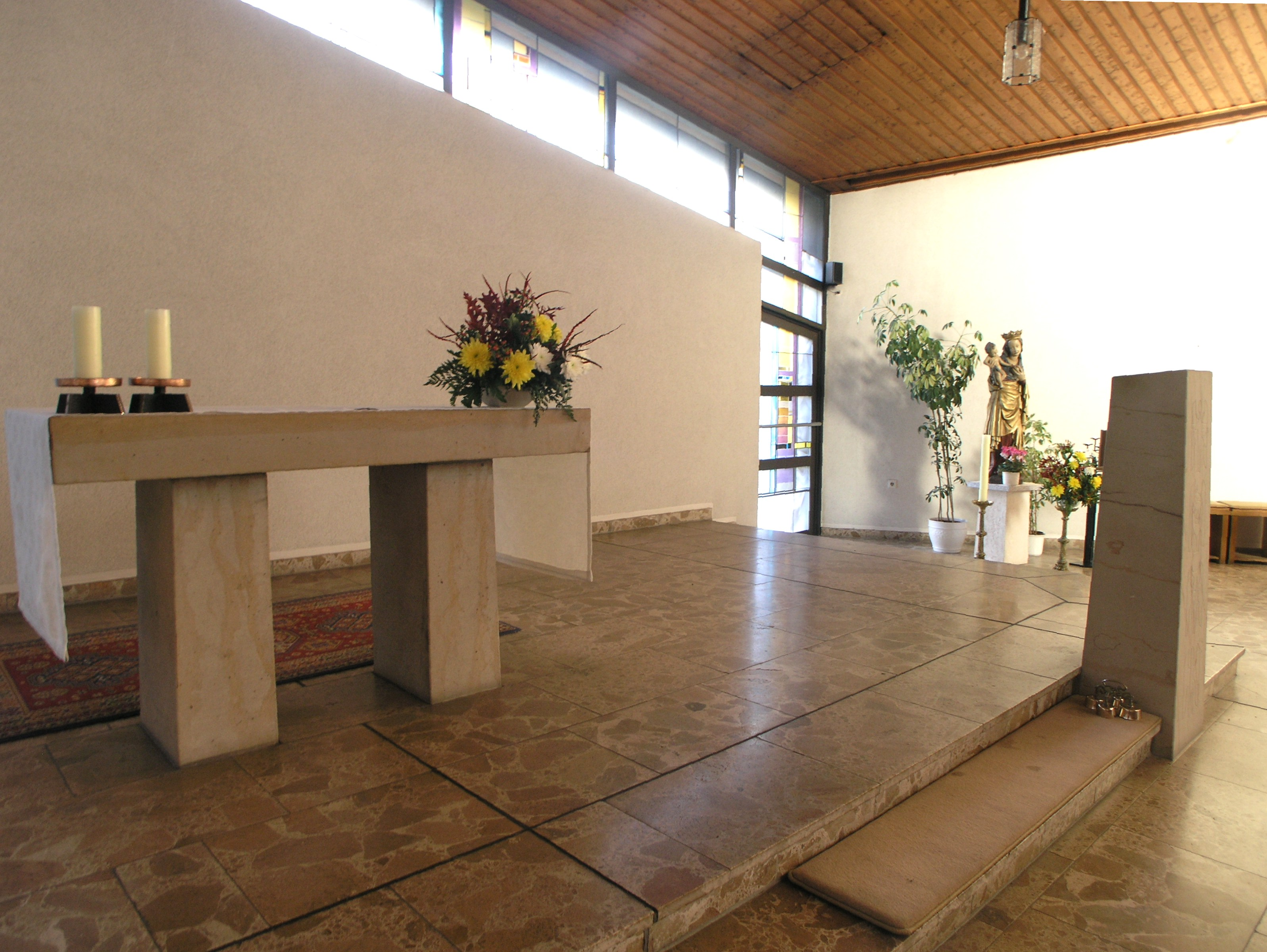
Altar, dahinter Fenster mit Glasschmuck

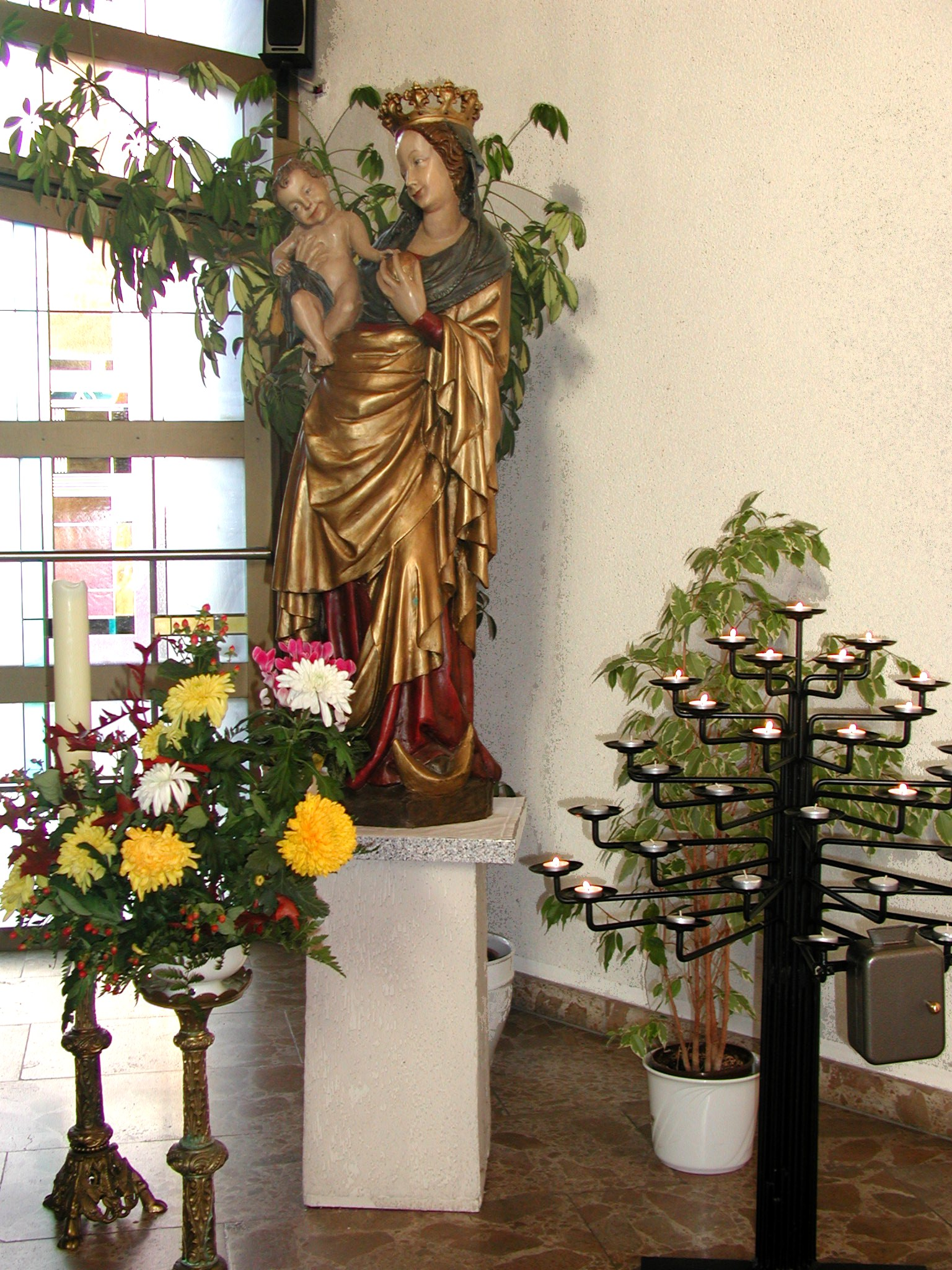
Kopie einer Muttergottes-Figur

Der Sandsteinaltar aus dem Jahr 1981 aus dem ursprünglichen Gotteshaus wurde in dem neuen Kirchengebäude (leicht verkürzt) aufgestellt und neu geweiht. Auf ihm stehen bei besonderen Gottesdiensten die Monstranz und der Abendmahlskelch von 1920. Außerdem erwarb die Hirten-Gemeinde eine 1968 hergestellte Orgel von Paul Ott, Göttingen, und ließ sie hier installieren. Die ursprünglich einfachen weißen Kirchenfenster wurden 1998, nach einem Entwurf des Glasdesigners Günter Grohs, mit dezent farbig gestalteten Randelementen ergänzt.
Erhalten aus dem Vorgängerbau ist der achteckige Taufstein, nur verziert mit einem christlichen Kreuz an der Außenwand sowie der Tabernakel. Entsprechend der äußeren Gebäudegestaltung ist auch das Innere des Kirchenschiffes schlicht gehalten, es sind kaum rechte Winkel zu sehen. Als Raumschmuck dienen beidseitig an den Wänden aufgehängte Tafeln mit Stationen des Kreuzweges in moderner Malerei, ein vom westfälischen Künstler Uwe Esperester (1962–2019) gemaltes Bild des Guten Hirten an der hinteren Wand, sowie die Kopie einer Marienfigur mit modernem Kerzenständer daneben und Grünpflanzen. Ein großes hölzernes Kruzifix und eine Stele mit dem Tabernakel vervollständigen die Innenausstattung.

## Gemeindeleben

### 1906–1990
Unter der neuen Kuratie Friedrichsfelde-Karlshorst entwickelte sich ab 1906 ein aktives Gemeindeleben, soziale Aufgaben wurden übernommen, Ordensschwestern (Mägde Mariens) für die Krankenpflege gewonnen, Vereine gegründet, kirchliche Feiertage gestaltet, Religionsunterricht ein- und durchgeführt.
In den Jahren 1921/1922 erfolgte durch die Bischöfliche Behörde in Breslau antragsgemäß eine Trennung der katholischen Gemeinde Friedrichsfelde-Karlshorst in die Pfarreien Zum Guten Hirten Friedrichsfelde und St. Marien Karlshorst, beide entwickelten sich danach eigenständig weiter. Zur Pfarrgemeinde Zum Guten Hirten gehörten fortan auch die Katholiken aus den Orten Biesdorf, Wuhlgarten, Kaulsdorf, Hellersdorf, Marzahn, Blumberg und Ahrensfelde. (Kaulsdorf und Hellersdorf kamen aber bereits 1925 zum Pfarramt Berlin-Mahlsdorf.)
Als 1940 in Friedrichsfelde ein großes Kriegsgefangenenlager entstanden war, wurde es dem Pfarrer gestattet, für inhaftierte Katholiken aus Italien, Polen oder Frankreich Gottesdienste abzuhalten.
Im Zweiten Weltkrieg wurde die relativ kleine und zwischen Wohngebäuden geduckte Kirche zerstört, anschließend konnte nach einfachen Reparaturen wieder Gottesdienst gefeiert werden. Durch die oben genannte umgebaute Baracke blieb die Situation für die kleine Gemeinde bis zum Ende der 1970er Jahre unverändert. Das Gotteshaus stand aber immer im Schatten der benachbarten Dorfkirche Friedrichsfelde.

### Seit der deutschen Wiedervereinigung 1990
Seit 2017 bildete die Gemeinde Zum Guten Hirten einen Pastoralen Raum mit den Gemeinden Maria, Königin des Friedens (Biesdorf), Verklärung des Herrn (Marzahn), St. Martin (Kaulsdorf) und St. Marien (Karlshorst). Diese Pfarreien fusionierten am 1. Januar 2022 zur Pfarrei St. Hildegard von Bingen Marzahn-Hellersdorf, die Pfarrkirche ist die Kirche Zum Guten Hirten.

## Bernhard Lichtenberg

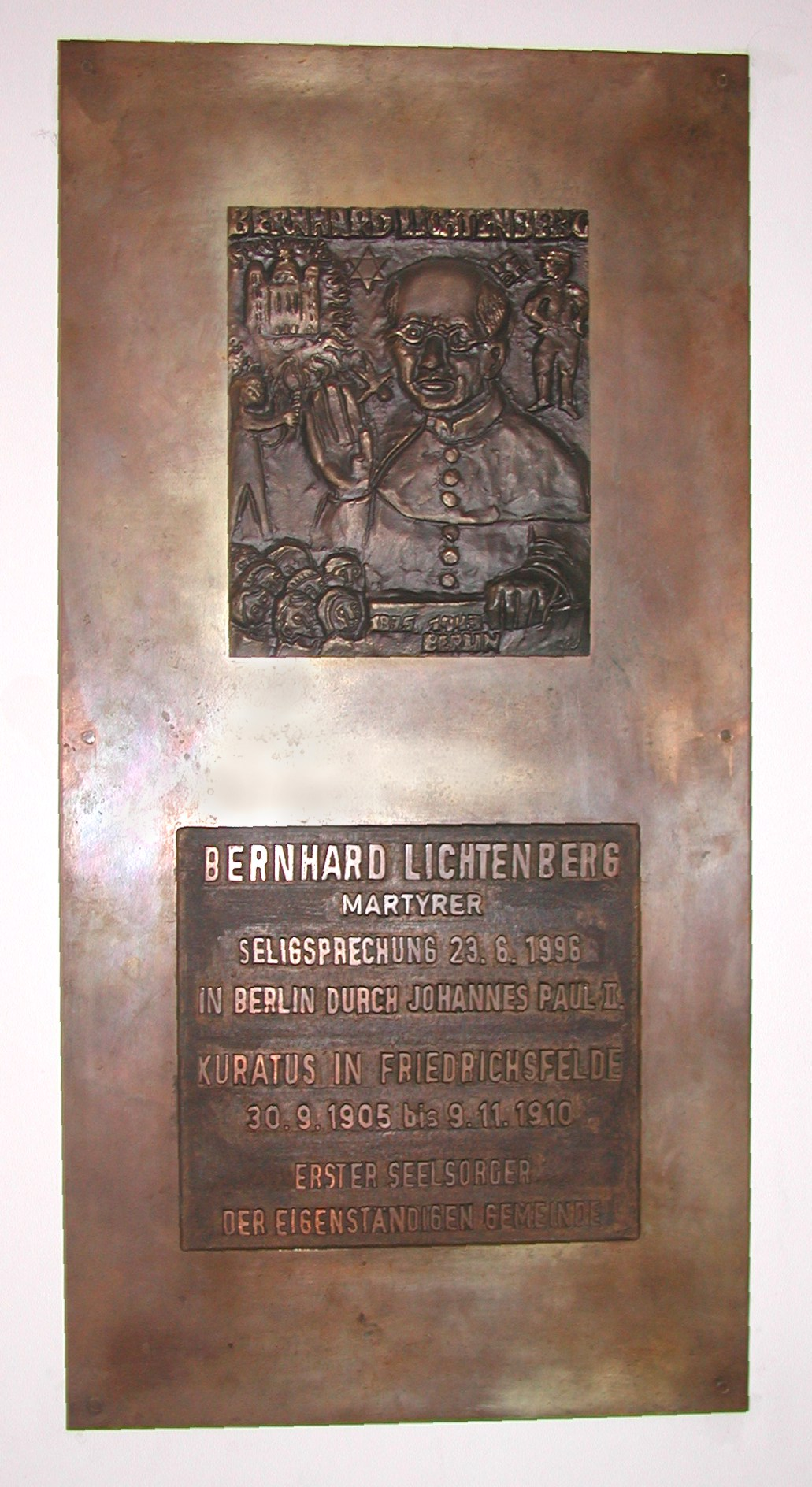
Gedenktafel für Bernhard Lichtenberg an der Kirche

Der oben genannte Kaplan Bernhard Lichtenberg spielte in der Geschichte der katholischen Kirchen in Lichtenberg und den zugeordneten Ortschaften Friedrichsfelde, Karlshorst, Biesdorf, Kaulsdorf und Marzahn eine wichtige Rolle bei ihrer Entwicklung zu Beginn des 20. Jahrhunderts. Später, ab 1910, bekleidete Lichtenberg andere und höhere kirchliche Ämter in Berlin. Sein Wirken und seine Standhaftigkeit während der NS-Zeit führten 1996 zur Seligsprechung durch den Papst Johannes Paul II. Einige der genannten Gemeinden ehren seinen Namen durch Gedenktafeln an den Gotteshäusern.